# خوسيه نابوليون دوارتي
خوسيه نابوليون دوارتي (بالإسبانية: Jose Napoleon Duarte Fuentes)‏ (و. 1925 – 1990 م) هو سياسي من السلفادور ولد في سان سلفادور.

## التعليم
تعلم في نوتردام.

## روابط خارجية
- خوسيه نابوليون دوارتي على موقع الموسوعة البريطانية (الإنجليزية)
- خوسيه نابوليون دوارتي على موقع مونزينجر (الألمانية)
- خوسيه نابوليون دوارتي على موقع إن إن دي بي (الإنجليزية)